# Elanor Huntington

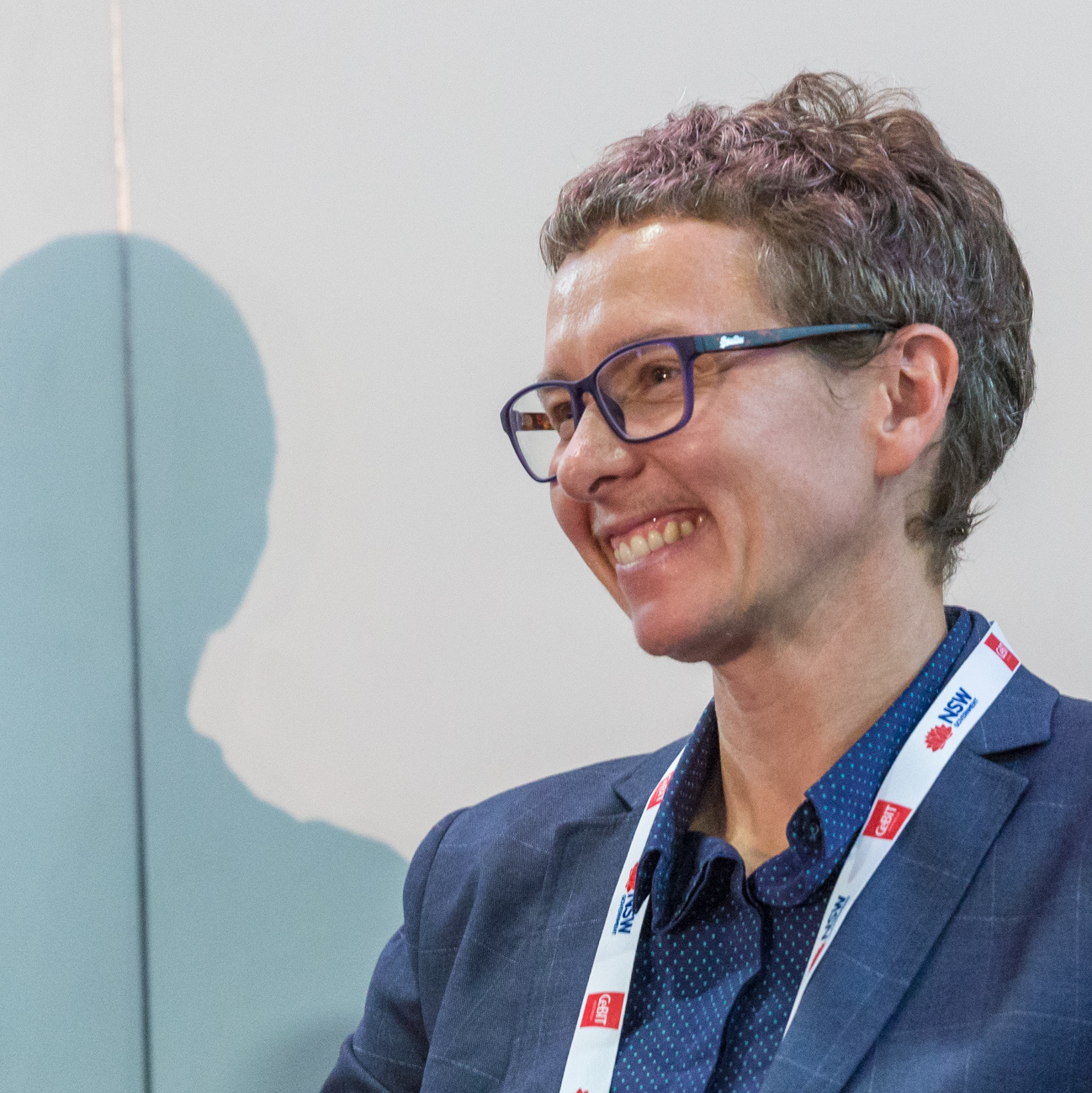
Elanor Huntington auf der Cebit Australia, 2018

Elanor H. Huntington ist eine australische Physikerin, Ingenieurin und Hochschullehrerin. Sie ist Professorin für Quantenkybernetik an der Australian National University und Direktorin für Digital, National Facilities & Collections bei der Commonwealth Scientific and Industrial Research Organisation (CSIRO). Im Australian Research Council Centre of Excellence leitete sie ein Forschungsprogramm über Quantencomputer und Kommunikationstechnik.

## Studium
Huntington studierte Physik an der Australian National University und schloss ihr Studium 1995 mit einem Bachelor ab. Sie wechselte zum Ingenieurwesen und promovierte 1999 auf dem Gebiet der experimentellen Quantenoptik.

## Forschung

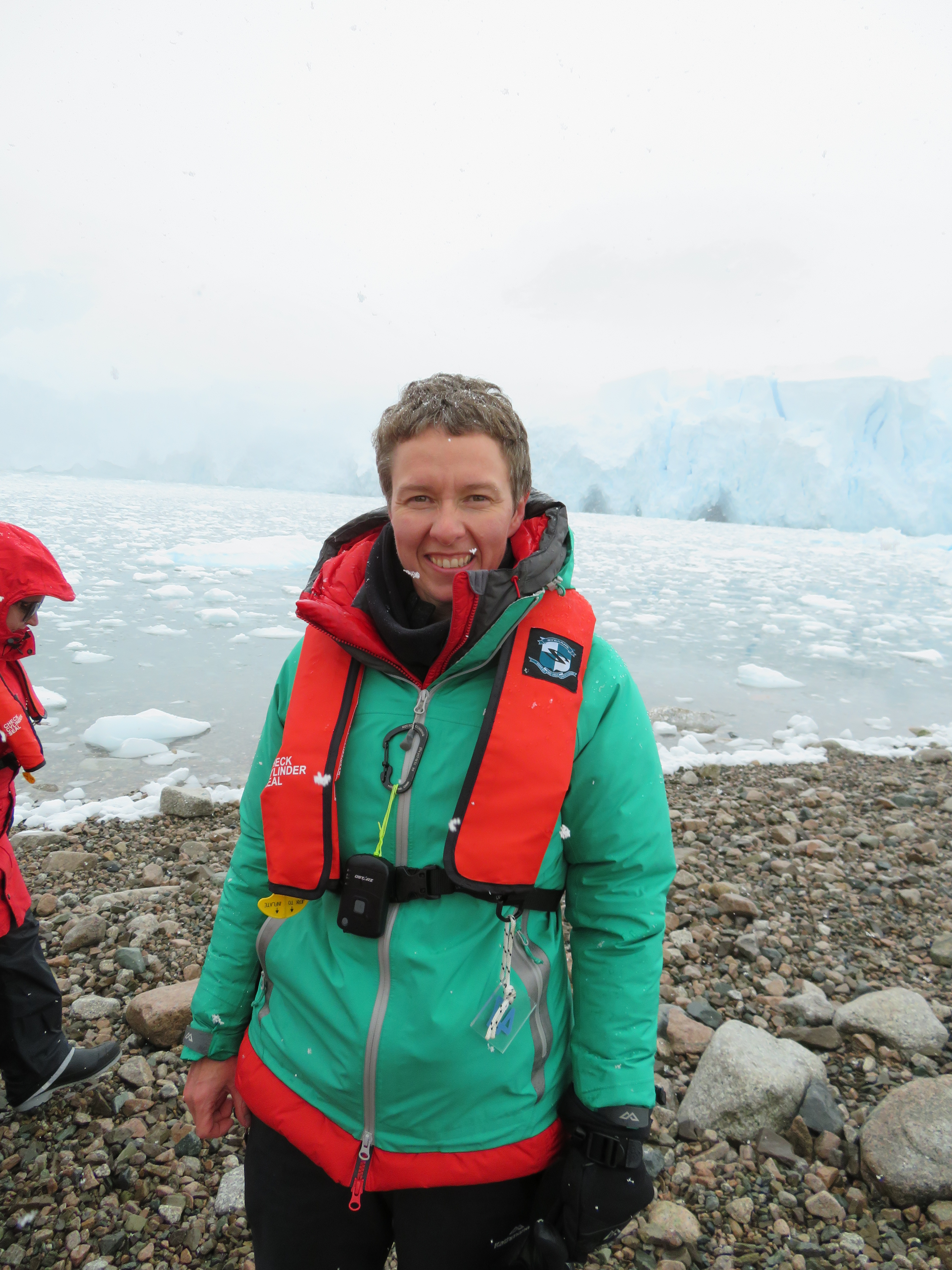
Huntington in der Antarktis, 2016

Huntington ist spezialisiert auf Hochgeschwindigkeitsmessungen und die Erzeugung nichtklassischer Zustände. Sie arbeitet an Quantencomputern und entwickelt optische Mikrochips, die Lichtzustände erkennen, erzeugen und manipulieren können. Sie interessiert sich für die Überschneidung von Quantentheorie und Anwendungen.
Huntington trat nach ihrem Abschluss in die Australian Defence Science and Technology Organisation ein, wo sie 18 Monate lang arbeitete. Sie kam im Jahr 2000 an die University of New South Wales. Sie arbeitete in der School of Engineering and Information Technology an der Australian Defence Force Academy der University of New South Wales, wo sie 2010 zur Leiterin ernannt wurde. Sie leitet ein Forschungsprogramm im Australian Research Council Centre of Excellence for Quantum Computation and Communication Technology.
Im Jahr 2011 gelang Huntington und ihren Mitarbeitern ein wichtiger Durchbruch bei der Quantenberechnung, indem sie zeigten, dass es möglich ist, nicht-gaußsche Lichtstrahlen auf einer Quantensuperposition zu teleportieren. Heute nutzt sie die Lichtwellenleitertechnologie und Systemtechnik, um Quantencomputer zu entwickeln.
Im Juni 2014 wurde sie zur Dekanin des College of Engineering and Computer Science der Australian National University (ANU) ernannt. Sie war die erste Frau, die zum Executive Dean of Engineering in Australien ernannt wurde, die erste Frau, die eine Professur für Ingenieurwissenschaften an der ANU innehatte, und die erste Frau, die den Vorsitz der australischen Gruppe der acht Engineering Deans innehatte. Sie ist auch Mitglied des Global Engineering Deans Council. Auf dem Weltwirtschaftsforum sprach sie über Quantencomputing.
Huntington glaubt, dass das öffentliche Vertrauen in die Technik in Zukunft immer wichtiger wird. Sie hielt 2017 einen TED-Vortrag zum Thema „Why We Need Engineers Now More Than Ever“ (Warum wir Ingenieure jetzt mehr denn je brauchen). Huntington leitet das Reimagine Investment an der Australian National University, um die Ingenieurkompetenzen neu definieren. Huntington hat auf dem Sydney Writers' Festival und dem Australian Strategic Policy Institute über die Zukunft des Ingenieurwesens diskutiert, wo sie sich für ein ausgewogeneres Geschlechterverhältnis in der Ingenieurgemeinschaft einsetzt.

## Preise und Auszeichnungen
- 2020: Fellow der Australian Academy of Technology and Engineering[29]
- 2019: Finalistin des CSIRO Eureka Prize for Leadership in Innovation and Science[30]
- 2017: Honorary Fellow der Engineers Australia[31]